# كارلوس كاريرا
كارلوس كاريرا (بالإسبانية: Carlos Carrera)‏ هو كاتب سيناريو ورسام ومخرج مكسيكي، ولد في 18 أغسطس 1962 في مدينة مكسيكو في المكسيك.

## وصلات خارجية
- كارلوس كاريرا على موقع IMDb (الإنجليزية)
- كارلوس كاريرا على موقع ألو سيني (الفرنسية)
- كارلوس كاريرا على موقع أول موفي (الإنجليزية)
- كارلوس كاريرا على موقع قاعدة بيانات الأفلام السويدية (السويدية)
- كارلوس كاريرا على موقع قاعدة بيانات الفيلم (الإنجليزية)
- كارلوس كاريرا على موقع كينوبويسك (الروسية)